# Körút
A körút a közutak egyik típusa. A közterületek elnevezésének egyik lehetséges utótagja.   Gyakran a városi úthálózat főbb útvonala, amely rendszerint a régi erődítési vonalak mentén ívesen veszi körül az adott település  belső magját.

Különbözik a körgyűrűtől, mivel az a települést megkerüli, többé-kevésbé azon kívül halad. 

## Nevezetes körutak

### Magyarország

#### Budapest
- Kiskörút, a Károly körút, a Múzeum körút és a Vámház körút informális köznyelvi elnevezése;
- Nagykörút, a Szent István körút, Teréz körút, Erzsébet körút, József körút és Ferenc körút informális köznyelvi elnevezése (gyakran hozzá számítják még a Margit körutat is);
- Hungária körgyűrű, a Róbert Károly körút, a Hungária körút és a Könyves Kálmán körút által alkotott körgyűrű informális köznyelvi elnevezése;
- Külső Keleti Körút, egy tervezett gyorsforgalmi út Budapest délkeleti városrészeiben;
- Új körút, egy urbanisztikai kezdeményezés a Székely Mihály utca, a Kazinczy utca és a Szentkirályi utca kulturális körúttá formálásáról.

#### Debrecen
- Nagyerdei körút

#### Miskolc
- Felsőruzsin körút

#### Szeged
- Tisza Lajos körút
- Nagykörút, a Bécsi körút, a Moszkvai körút, a Londoni körút, a Párizsi körút, a Berlini körút, a Brüsszeli körút, a Római körút és a Temesvári körút informális köznyelvi elnevezése
- Harmadik körút vagy Északi körút, a Budapesti körút, a Makkosházi körút, a Rókusi körút és a Móravárosi körút informális köznyelvi elnevezése

### Ausztria

#### Bécs
- Ringstraße, a Schottenring, Universitätsring, a Dr.-Karl-Renner-Ring, a Burgring, az Opernring, a Kärntner Ring, a Schubertring, a Parkring és a Stubenring informális köznyelvi elnevezése

### Franciaország

#### Párizs

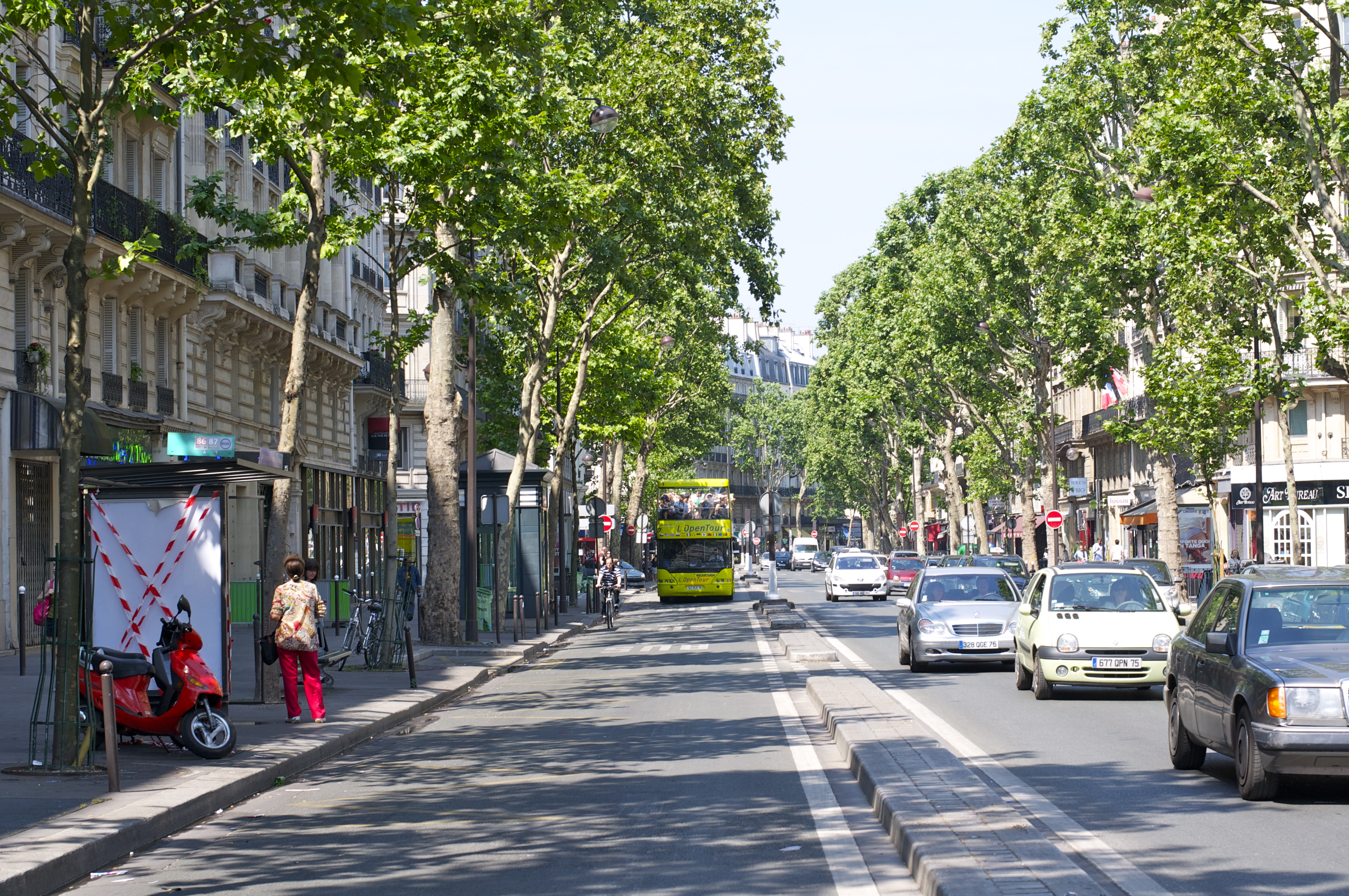
A Boulevard Saint-Germain 2010-ben

- Boulevard Saint-Germain A Boulevard Saint-Germain 2010-ben

### Amerikai Egyesült Államok
- Boulevard [3]